# Starczanowo (wieś w powiecie poznańskim)
Starczanowo – wieś w Polsce, położona w województwie wielkopolskim, w powiecie poznańskim, w gminie Murowana Goślina.
We wsi znajduje się grodzisko stożkowate a w pobliżu – pozostałości kasztelani na Ostrowie Radzimskim i rezerwat przyrody Śnieżycowy Jar. Przez Starczanowo przebiega Nadwarciański Szlak Rowerowy oraz Mały i Duży Pierścień Gośliński.
Wieś duchowna Starczynowo, własność kapituły katedralnej poznańskiej, pod koniec XVI wieku leżała w powiecie poznańskim  województwa poznańskiego. W latach 1975–1998 miejscowość należała administracyjnie do województwa poznańskiego.